# Echipa națională de fotbal a Vaticanului
Echipa națională de fotbal a Vaticanului reprezintă statul suveran Vatican în fotbalul internațional. Este unul din cele opt state suverane (celelalte sunt Monaco, Tuvalu, Kiribati, Micronesia, Nauru, Insulele Marshall, și Palau) neafiliate la FIFA și a UEFA. Din lot fac parte militari voluntari din Garda Elvețiană Pontificală, paznici de muzeu și alți cetățeni italieni. În 2007 a jucat în Cupa Catolică fondată de Vatican pe care a câștigat-o cu scorul de 3-0 în fața NIR-ului.

## Meciuri selectate
| 1994       |  | Vatican | San Marino                   | 0 - 0 |
| 23-11-2002 |  | Vatican | Monaco                       | 0 - 0 |
| 05-06-2006 |  | Vatican | SV Vollmond                  | 5 - 1 |
| 18-06-2007 |  | Vatican | Nazionale Italiana Religiosi | 3 - 0 |
| 15-06-2008 |  | Vatican | Nazionale Italiana Papaboys  | 3 - 2 |
| 17-06-2008 |  | Vatican | Samoa Americană              | 6 - 0 |
| ??-10-2010 |  | Vatican | Palestina                    | 1 - 9 |
| 23-10-2010 |  | Vatican | Guardia di Finanza           | 0 - 1 |
| ??-??-???? |  | Vatican | Reprezentativă italiană      | 4 - 1 |

## Punctul de vedere al Vaticanului despre fotbal
Papa Ioan Paul al II-lea a jucat fotbal în tinerețe, în Polonia natală, pe postul de portar. Papa Benedict al XVI-lea este suporterul echipei FC Bayern München de când a locuit în Bavaria, Germania. A afirmat că „Fotbalul poate fi un motor al educației pentru valorile de onestitate, solidaritate și fraternitate, mai ales pentru tinerele generații."